# Ghostbusters (jogo eletrônico de 1984)
Ghostbusters é um jogo de ação/estratégia lançado em 1984 pela Activision para Commodore 64 e, mais tarde, portado para outros sistemas. É baseado no filme Os Caça-Fantasmas.

## Jogabilidade
Ghostbusters é um jogo de ação com elementos de estratégia. O jogador dispõe de uma quantia em dinheiro, e deve incrementar sua conta bancária caçando fantasmas pelas ruas de Nova York, a fim de poder comprar armas e equipamentos para, mais tarde, enfrentar o demônio Gozer, que fica mais forte a cada minuto. Um mapa mostra ao jogador a localização de uma loja (onde se pode comprar os equipamentos), do prédio de Gozer (onde se lê Zuul), do QG dos Caça-Fantasmas e um posto de gasolina.  A ação é variada, e acontece a bordo do Ecto-1 ou a pé. Após certo tempo, o acesso ao prédio de Gozer é liberado e o jogador pode entrar no edifício para enfrentá-lo, tendo que subir 22 andares até o local onde a batalha final acontece. Se a batalha não for decidida dentro de certo tempo, o Homem de Marshmallow aparece, e o jogo termina.

## Versões
O jogo foi originalmente concebido por David Crane para Commodore 64. Mais tarde, ports foram desenvolvidos para outros sistemas populares da época como Atari 2600 e NES. No Brasil, a versão para NES era um dos jogos que acompanhava o Phantom System, da Gradiente.